# USS Harder (SS-568)
Lo USS Harder (codice alfanumerico SS-568) è stato un sommergibile della United States Navy, appartenente alla classe Tang ed entrato in servizio nel 1952. Dopo una ventennio circa fu messo in disarmo e passato alla Marina Militare italiana, che lo ribattezzò Romeo Romei (con distintivo ottico S 516) e lo adoperò fino 1988 come mezzo d'addestramento.

## Storia
Il battello venne costruito negli Stati Uniti nei cantieri Electric Boat di Groton nel Connecticut dove il suo scafo venne impostato il 30 giugno 1950 e varato il 3 dicembre 1951, battezzato con il nome Harder, nome inglese del muggine sudafricano (Chelon richardsonii), omonimo di un altro sommergibile della classe Gato, affondato dalla Marina imperiale giapponese nell'agosto 1944 al largo di Luzon. Madrina del varo la signora Kay Logan Cole vedova del Lieutenant (Tenente di vascello) S.M. Logan, comandante in seconda del precedente battello USS Harder.

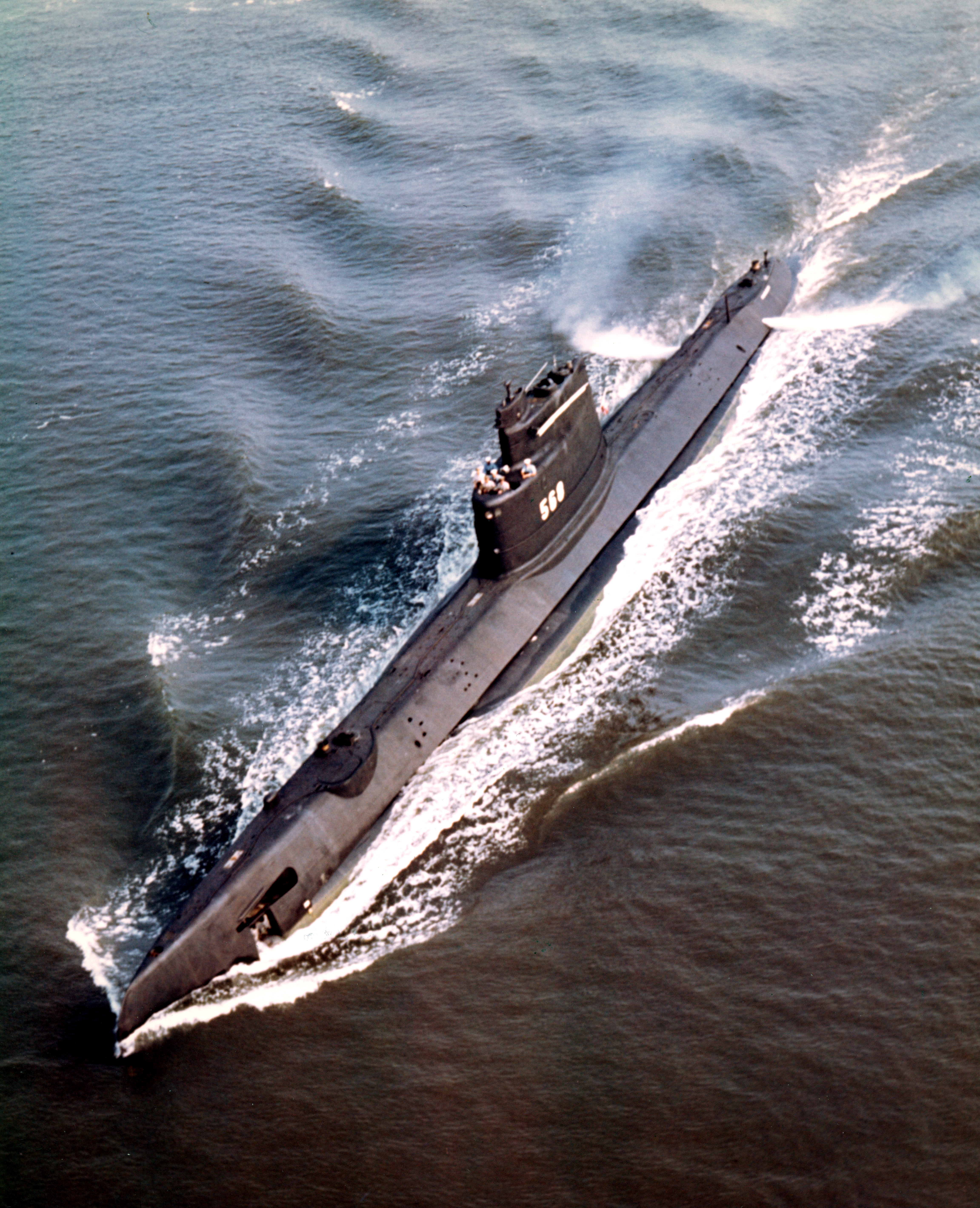
USS Harder in navigazione

Il battello, classificato come sommergibile di attacco rapido, entrò in servizio nella il 19 agosto 1952, al comando del Commander (capitano di fregata) R.B. Laning, aggiornato agli standard chiamati GUPPY, basati sulle invenzioni tedesche della parte finale della seconda guerra mondiale. Tali standard furono implementati anche su sommergibili costruiti in anni precedenti come quelli delle classi Gato, Balao e Tench.
Viste le caratteristiche, con la velocità in immersione superiore di quella in emersione si può già parlare di sottomarino più che di sommergibile.
Dopo un ciclo di prove in mare e di addestramento per l'equipaggio, il battello, dopo una breve sosta tecnica a Newport nel Rhode Island, i intraprese il viaggio fino a Nassau, nelle Bahamas, effettuando tutto il viaggio di circa un migliaio di miglia marine a quota snorkel.
Nel Marzo 1959, prese parte all'esercitazione SUBICEX, nel corso della quale percorse 280 miglia attraverso il pack al largo di Terranova.
Dopo avere operato nel SUBRON 4 (4th Submarine Squadron) con base a Charleston, ala fine di maggio del 1961 venne impiegato in acque europee esercitandosi con unità antisommergibili della Bundesmarine e successivamente nel Mediterraneo agli ordini della 6th Fleet, ritornando a Charleston alla fine di agosto e dopo una serie di attività addestrative, nel corso delle queli venne testato il sistema ASROC e altri sistemi ASW, nell'ottobre del 1962 venne sottoposto a revisione presso l'arsenale di Charleston, ritornando operativo nell'aprile del 1963 in Atlantico prima e nel Mar dei Caraibi poi con continue esercitazioni con altre unità di superficie.
Il battello montava all'origine dei motori diesel elettrici General Motors ad alta velocità che però diedero dei problemi tanto che furono sostituiti con motori Diesel a cilindri contrapposti di media velocità di derivazione aeronautica di dimensioni maggiori, per la cui installazione non furono necessari i lavori di allungamento dello scafo di cui necessitarono le prime quattro unità della classe, essendo lo scafo delle ultime due unità già più lungo di quello delle prime quattro, mentre i lavori di allungamento dello scafo furono invece necessari per permettere l'installazione di nuove apparecchiature elettroniche tra cui un nuovo sonar passivo denominato PUFFS. I lavori di allungamento dello scafo, effettuati nella base navale di Charleston nella Carolina del Sud, iniziati alla fine del 1966, vennero completati all'inizio del 1967.
Durante il suo servizio su questo sommergibile vennero sperimentati vari apparati elettronici, tra cui il sistema PUFFS, altri apparati ASW e il sistema missilistico ASROC.
Il battello messo in disarmo il 31 gennaio 1973, venne radiato il 20 febbraio 1974 e ceduto all'Italia il 22 febbraio, con la cerimonia di consegna avvenuta a Filadelfia due giorni dopo la data prevista e ribattezzato Romeo Romei in memoria del capitano di corvetta comandante del sommergibile Pier Capponi morto nel basso Tirreno insieme all'intero equipaggio in seguito all'affondamento del suo sommergibile e decorato con medaglia d'oro al valor militare alla memoria.

## Romeo Romei
L'equipaggio italiano venne inviato negli Stati Uniti in aereo, diviso in due gruppi.
Il primo, ridotto, formato da 7 persone, raggiunse San Diego, in California, dove il battello si trovava, verso la fine di dicembre del 1973. Il secondo, con il Comandante, capitano di corvetta Antonio Flamigni, e tutto il resto dell'equipaggio, intorno alla metà di gennaio 1974 andò direttamente a Philadelphia, dove il battello sarebbe stato sottosposto a un periodo di lavori presso il Philadelphia Naval Shipyard.
Compito del primo gruppo, costituito da tre Ufficiali e da quattro Sottufficiali, era quello di compiere con l'Harder il trasferimento da San Diego a Philadelphia, ultima navigazione prima della sua consegna alla Marina Militare Italiana, per prendere conoscenza del battello, piuttosto diverso dagli altri battelli ex-USA che erano stati consegnati dagli Stati Uniti all'Italia, ma, soprattutto, per rendersi conto dello stato di efficienza dei vari impianti di bordo.
Il battello lasciò San Diego intorno alla metà di gennaio 1974 e il trasferimento, durato una ventina di giorni, permise di prendere confidenza col nuovo battello, che nel viaggio di trasferimento face tappa ad Acapulco, in Messico poi a Panama City, dove il battello ormeggiò nella zona americana e dopo avere attraversato il canale di Panama altra tappa a Fort Lauderdale in Florida e penultima tappa a New London nel Connecticut, dove vennero sbarcati i siluri prima di entrare ai lavori previsti nel pacchetto di fornitura del battello, la durata, inizialmente prevista in sei/sette mesi, quasi si raddoppiò a causa delle continue richieste dell'equipaggio italiano, e nonostante la riluttanza degli americani ad accoglierle.

Il Romei in navigazione

Il passaggio del battello sotto la bandiera italiana avvenne subito dopo l'arrivo dell'equipaggio negli Stati Uniti. I lavori al battello cominciarono quasi subito e il battello tirato a secco sopra una piattaforma scorrevole su uno scivolo inclinato e prontamente circondato dai necessari ponteggi, costituiti da elementi modulari premontati, completi di passerelle, scalette e tutto l'occorrente per la sicurezza, il cui assemblaggio richiese soltanto mezza giornata.

Il sommergibile Romei

Dopo le consuete prove preliminari di ogni apparecchiatura, le prove di fine lavori vere e proprie ebbero inizio nei primi giorni del 1975; le prove, in massima parte, andarono bene, ma un’avaria importante costrinse a prolungare la permanenza a Philadelphia di una ventina di giorni oltre il previsto. Il 26 marzo il battello lasciò Filadelfia, per raggiungere New London per mettere a punto alcune elettroniche di bordo. Il 5 aprile il battello parti da New London per affrontare la traversata dell'Atlantico, con la tappa prevista a Ponta Delgada nelle Azzorre. Poiché la permanenza negli Stati Uniti si era protratta molto più del previsto e in Italia era subito atteso ad un'attività operativa piuttosto impegnativa, il comandante Flamigni ritenne di dover sfruttare la navigazione di rientro per l'addestramento avanzato dell'equipaggio, decidendo di compiere tutta la traversata in immersione, con i dovuti periodi a snorkel, anche se ciò avrebbe prolungato di qualche giorno la navigazione. Il battello emerse soltanto per entrare a Ponta Delgada e nell'attraversamento lo stretto di Messina. Il Romei lasciò le Azzorre il 21 aprile per l'ultima tratta fino a Taranto, l'attraversamento dello Stretto di Gibilterra fu compiuto a quota periscopica, cosa che invece MARISTAT non consentì per l'attraversamento dello Stretto di Messina, raggiungendo la base di Taranto il 7 maggio.
Il Romei prestò servizio nella Marina Militare Italiana fino al 31 maggio 1988, anno della sua radiazione. Dagli archivi americani, risulta che dopo essere stato dismesso dalla Marina Militare Italiana, la US Navy si riprese l'unità per farne un bersaglio durante alcune esercitazioni al largo di Pearl Harbor.